# جوزيبي ريزا
جوزيبي ريزا (1987 - 2020)، هو لاعب كرة قدم إيطالي. لعب في مركز مُدَافِع.
من مواليد يوم 8 أبريل 1987 في مدينة نوتو. لعب مع فريق يوفي ستابيا ونادي ليفورنو ونادي أريتسو و جمعية نوسرينا الرياضية للشباب [الإنجليزية] و نادي بيرغوليتزي 1932> وتوفي يوم 6 يوليو 2020 بمدينة قطانية عن عمر 33 عام.

## روابط خارجية
- جوزيبي ريزا على موقع قاعدة بيانات كرة القدم.إي يو (الإنجليزية)
- جوزيبي ريزا على موقع Soccerway.com (الإنجليزية)
- جوزيبي ريزا على موقع عالم كرة القدم.نت (الإنجليزية)